# Niónoksa
Niónoksa (en rus: Нёнокса) és una localitat rural russa de l'óblast d'Arkhangelsk administrada per la localitat de Severodvinsk. Està situada en el litoral del golf d'Onega, en la mar Blanca, al nord de Severodvinsk.
D'acord amb el cens de 2010, la població era de 468. No obstant això, des del 14 d'agost de 2019 es va haver d'evacuar la ciutat a causa d'un accident amb míssils nuclears.

## Història

### Primer assentament i desenvolupament econòmic
Diverses fonts apunten al fet que el primer assentament va poder haver-s'hi produït en 1397.
La zona és rica en producció de sal. A partir del segle XV fins a mitjan segle xx la sal s'ha anat extraient de les fonts subterrànies per a la seva posterior comercialització, circumstància que ha atret comerciants de tot el país.

### Zona de proves de míssils i accidents de 2015 i 2019
En les seves proximitats es troba una zona de prova de llançament de míssils, el terreny de la qual és propietat de les Forces Navals Russes. Des de 1965 s'hi han produït llançaments de projectils de diferents tipus: R-27 Zyb, R-29 Vysota, Rif i Gnom. Aquests models van ser prototips per a l'emplaçament de submarins nuclears.
L'indret es troba en el terme de Sopka, a 2 km al nord del nucli urbà.
El 15 de desembre de 2015 es va produir un accident durant una de les proves, en caure en un bloc de cases. En conseqüència, es va produir un incendi, per la qual cosa es va haver de procedir a l'evacuació immediata.
Quatre anys després es va produir un altre accident: una explosió per la zona en la qual van morir cinc persones i en la qual entre tres i sis en van resultar ferides. Després de la deflagració es va produir un increment considerable de radiació. D'acord amb la corporació Rosatom: "l'explosió es va produir en una plataforma situada en el mar quan s'estava provant un motor de propulsió de líquids.
Els morts eren operaris que es trobaven treballant en el sistema de propulsió. Encara que les autoritats russes no han especificat el model del míssil, els mitjans de comunicació, igual que el President dels Estats Units Donald Trump, van relacionar l'esdeveniment amb el desenvolupament del 9M730 Burevestnik, també conegut com: "Skyfall Rus".

## Patrimoni cultural
La zona és coneguda per les seves esglésies de fusta. Un dels seus monuments més destacats és el Nyonokotsky Pogost, que és un dels pocs conjunts de fusta que consisteix en dues esglésies (Trinitat en 1727 i Sant Nicolau en 1763): una de gran i aïllant de la calor que és utilitzada en els mesos d'estiu, mentre que l'altra és més petita, i càlida per als mesos d'hivern a part del campanar (construït en 1834).